# Stanford Bishop
Stanford Bishop è un villaggio e parrocchia civile della contea e autorità unitaria dell'Herefordshire di 116 abitanti.

## Geografia fisica
Il villaggio si trova a 21 chilometri a nord-ovest da Hereford. Nel centro si trovano la chiesa, dedicata a San Giacomo, e il municipio. La chiesa di San Giacomo è elencata come di secondo grado.

## Storia
Il nome Stanford viene da Stone ford (in italiano Guado di pietra), e Bishop viene dal fatto che la chiesa di San Giacomo era retta dal vescovo di Hereford.